# Sonic Rivals 2
Sonic Rivals 2 is een videospel uit de Sonic the Hedgehog-franchise. Het spel is het vervolg op Sonic Rivals. Net als Sonic Rivals is Sonic Rivals 2 ontworpen door Backbone Entertainment en uitgebracht voor de PlayStation Portable.

## Verhaal
De Chao zijn verdwenen, en Sonic en Tails gaan naar hen op zoek. Het blijkt dat Eggman Nega (die zich wederom voordoet als Dr. Eggman), de Chao heeft gevangen en opgesloten in een spookhuis. Zijn plan is om hen te voeren aan een interdimensionaal beest genaamd de "Ifrit", zodat deze onoverwinnelijk wordt. Daarna wil hij de Ifrit loslaten op de wereld. Om de poort naar Ifrits wereld te openen heeft Eggman Nega de zeven chaosdiamanten nodig. Hij huurt Rouge in om ze voor hem te vinden.
Ondertussen blijkt ook de Master Emerald te zijn verdwenen. Knuckles voegt zich bij Rouge om hem terug te vinden.
Inmiddels is Silver the Hedgehog teruggekeerd uit een nu geruïneerde toekomst. Om te voorkomen dat Ifrit wordt vrijgelaten vangt hij de nog overgebleven chao, en verbergt hen voor Eggman Nega. Zijn pad kruist dat van Espio the Chameleon, die op de zaak van de vermiste Chao is gezet. Ze besluiten samen te werken.
De echte Dr. Eggman stuurt zijn creatie Metal Sonic eropuit om Shadow te vinden en hem te informeren over Nega’s plan. Shadow en Metal Sonic gaan eropuit om de chaosdiamanten te vinden voordat Eggman Nega dat doet.
Uiteindelijk komen alle teams samen in de mystieke spookzone, waar de poort naar Ifrits wereld zich bevindt. Ondanks dat Rogue maar zes van de diamanten heeft, gaat de poort toch open. Eggman Nega onthult zijn nieuwste creatie, de Metal Sonic version 3.0 om de Ifrit te wekken. Een groot gevecht breekt los. Uiteindelijk wordt de Ifrit verslagen, waarna Shadow en Metal Sonic zichzelf en Eggman Nega opsluiten in Ifrits dimensie. Shadow en Metal ontsnappen later dankzij Chaos Controll.

## Personages
Sonic Rivals 2 heeft dezelfde originele vijf personages als Sonic Rivals, en drie nieuwe. Er zijn ook eindbazen.
De karakters zijn:
- Sonic the Hedgehog: de snelste egel ter wereld. Hij werkt samen met Tails om de vermiste Chao te vinden.
- Miles "Tails" Prower: Sonics vriend. Hij werkt samen met Sonic. Hij kan korte tijd vliegen.
- Knuckles the Echidna: de bewaker van de Master Emerald, die hij samen met Rouge probeert terug te vinden.
- Rouge the Bat: een spionne en diamantdief. Ze werkt samen met Knuckles om de Master Emerald terug te vinden.
- Shadow the Hedgehog: de “ultieme levensvorm”. Hij werkt samen met Metal Sonic om Eggman Nega’s plannen te stoppen.
- Metal Sonic: Sonics robotdubbelganger. Hij werkt samen met Shadow om Eggman Nega's plannen te stoppen.
- Silver the Hedgehog: een psychisch begaafde zilverkleurige versie van Sonic. Hij komt uit de toekomst. Samen met zijn goede vriend Espio stopt hij Eggman Nega.
- Espio the Chameleon: een ninja-detective. Hij werkt samen met zijn vriend Silver, om Eggman Nega's gemene plannen te stoppen.
- Dr. Eggman: Deze schurk probeert de wereld te veroveren. Sonic en Tails probeeren hem te stoppen.
- Eggman Nega: Eerst was hij een vriend van Dr. Eggman maar nu een rivaal. Hij wordt gestopt door zijn aartsvijand Silver, door Espio, door Shadow en door Metal Sonic.
- Egg Pawn: Een robot gemaakt door Eggman. Een vijand van Sonic die makkelijk te verslaan is.
- Egg Flapper: Een Egg Pawn met vleugels, ook gemaakt door Eggman.

## Spelmodes

### Singleplayer
Sonic Rivals 2 heeft vier singleplayermodes: verhaalmode is de primaire mode. Hierin doorlopen spelers elk van de battle modes en levels. Elk personage volgt zijn eigen verhaallijn. De levels bestaan uit drie onderdelen, waarvan 1 eindbaasgevecht.
Het spel heeft een nieuwe mode genaamd Free Play. In deze mode kunnen spelers elk van de acht personages kiezen, en de zones spelen in traditionele 2D-mode.
De andere modes zijn Cup Circuit en Single Event. Dit zijn een racemode en een gevechtmode.

### Levels
Het spel telt net als zijn voorganger zes zones, maar met vier acts. Act 1 & 3 zijn normale levels, Act 2 is een gevecht tegen een tegenstander en de vierde Act is de eindbaas.
De levels zijn:
- Blue Coast Zone
- Sunset Forest Zone
- Neon Palace Zone
- Frontier Canyon Zone
- Mystic Haunt Zone
- Chaotic Inferno Zone

### Multiplayer
Sonic Rivals 2 heeft een nieuwe "Battle Mode" met zes gevechtsvormen:
- Knockout: elke speler begint met drie ringen. Vervolgens moeten ze alle ringen van hun tegenstander omgooien.
- Rings Battle: spelers moeten zo veel mogelijk ringen verzamelen binnen een tijdslimiet.
- Capture the Chao: een Sonic-versie van Capture the Flag. Spelers stelen een chao van hun tegenstander en brengen die naar hun eigen basis.
- Laps Race: spelers moeten een aantal rondes rennen over een circuit.
- King of the Hill: een Omochao bevindt zich op de top van het level met een lichtbaken. Spelers kunnen punten verdienen door onder dit baken te gaan staan.
- Tag: spelers gooien elkaar een bom toe. Terwijl ze de bom vasthouden, gaat een vooraf gestelde tijd omlaag. De eerste speler wiens score 0 is verliest.

## Ontvangst
Het spel werd met gemengde reacties ontvangen:
- IGN - 6.5/10
- GameSpot - 5/10
- GameSpy - 3.5/5
- GameZone - 6/10
- GameDaily - 6/10
- Game Revolution - D
- Eurogamer - 7/10
- 1UP.com - 4.5/10
- Gamereactor Magazine Sweden - 5/10